# Determinación de magnesio en antiácido
La determinación de magnesio en antiácido suspensión oral se realiza mediante una técnica hidrovolumétrica de formación de complejos. Se utiliza como valorante una solución de ácido 2-({2-[bis (carboximetil) amino] etil} (carboximetil) amino) acético, más conocido como EDTA: ácido etilendiaminotetraacético [C10H16N2O8, un ligando hexadentado (agente quelante) que forma complejos muy estables con iones metálicos, solubles en agua, en relación estequiométrica 1:1 independientemente de la carga del catión.

## Compuestos de magnesio en antiácido suspensión oral
El magnesio se encuentra generalmente como hidróxido de magnesio [Mg(OH)2], pero algunas formulaciones también utilizan trisilicato de magnesio [Mg2Si3O8]. En este caso, para calcular la toma de muestra a analizar, el trisilicato de magnesio se debe tomar en cuenta como fuente de magnesio, ya que aporta iones magnesio que se titularán con EDTA y se incluirán en el resultado expresado como contenido de hidróxido de magnesio. Su acción en el estómago implica la reacción:
Mg2Si3O8•nH2O＋4HCl → 2MgCl2＋3SiO2＋(n+2) H2O

## Procedimiento
Según USP, la determinación de magnesio se lleva a cabo mediante valoración directa con EDTA, utilizando NET como indicador y una solución buffer de NH4Cl/NH3 (pH 10).
Se realiza una toma en masa de antiácido, agitado previamente, se disuelve en agua y se mezcla con trietanolamina. Luego se agrega solución amortiguadora de amoníaco-cloruro de amonio y unas gotas de solución indicadora de indicador de negro de eriocromo T (NET). Se enfría la solución hasta una temperatura entre 3 y 4 °C por inmersión en un baño de hielo, se retira y se valora con la solución de EDTA hasta punto final azul.

## Los reactivos utilizados
El EDTA (H4Y) es un ácido débil que se disocia parcialmente en varias especies al aumentar el pH. Cuando se utiliza como valorante el control del pH permite una valoración selectiva de ciertos cationes en presencia de otros.  
La especie que forma complejos con los iones metálicos es Y-4, que se encuentra en equilibrio con las especies protonadas pero que predomina a pH > 10, por lo que para que ocurra la formación de un complejo estable en general se requiere pH alto. Para evitar que el catión forme óxidos hidratados o hidróxidos y mantenerlo en solución se requiere un agente complejante auxiliar. Para trabajar a valores de pH del orden de 9 a 10, se utilizan soluciones de amoníaco y cloruro de amonio, que forman un buffer para el ajuste del pH y suministran amoníaco para complejar a todos los metales capaces de formar complejos aminados.
El NET es un indicador metalocrómico que contiene un grupo ácido sulfónico, que está totalmente disociado en agua, y dos grupos fenólicos, que se disocian sólo parcialmente. Forma complejos rojos con la mayoría de los cationes metálicos. Es también un indicador ácido base, por tratarse de un ácido débil que al aumentar el pH se disocia formando especies de diferentes colores.  
La solución de la especie H2In- es rojo (pH < 6), la del HIn2- es azul (pH 6 a 12) y la del In3- es naranja (pH >12). 
A pH 10, el NET libre es de color azul y forma un complejo rojo con el Mg2+, por lo que se considerará que se alcanzó el punto final de la valoración cuando el color de la solución sea azul neto (una coloración violácea implica que aún existe Mg2+ complejado con NET) dado por la reacción completa del Mg2+ con el EDTA.
MHIn    +     Y4-      ⇋      HIn2-   +    MY2-
Rojo             Incoloro                     Azul                  Incoloro
La trietanolamina es un agente complejante poco selectivo y débil que no forman complejos con los iones alcalinos ni alcalinotérreos (coordina a través de solo un átomo de nitrógeno y de tres grupos OH) y que sirve para enmascarar los iones trivalentes de Fe, Al, Mn y Cr en un medio alcalino. En la determinación de Mg en presencia de Al, se agrega la trietanolamina para enmascarar esa interferencia. La determinación de Mg se realiza en baño de hielo para evitar la transferencia del Al desde su complejo con el enmascarante hacia el indicador, pues a temperatura ambiente el Al reacciona con el indicador NET y lo bloquea, pero si la temperatura se lleva a menos de 5 °C no hay interferencia debido a un efecto cinético.